# ネイト・ブレイクリー
ネイト・ブレイクリー（Nate Brakeley、1989年8月31日 - ）は、メジャーリーグラグビー、ラグビー・ユナイテッド・ニューヨークに所属するラグビー選手。

## プロフィール
- アメリカ合衆国・マサチューセッツ州マーブルヘッド出身[1]。
- ポジションはロック(LO) フランカー(FL)。
- 身長 196cm、体重 120kg
- アメリカ代表キャップは23（2021年2月現在）でラグビーワールドカップ2019のアメリカ代表に選ばれた[2]。

## 略歴
2018年、ラグビー・ユナイテッド・ニューヨークに加入。  